# British Society of Criminology
Die British Society of Criminology (BSC) ist die kriminologisch-fachwissenschaftliche Vereinigung des Vereinigten Königreichs. In ihrer jetzigen Struktur besteht sie seit 1986, als wissenschaftliche Fachgesellschaft seit 1961, die erste Vorgängerorganisation (Association for the Scientific Treatment of Criminals) wurde 1931 gegründet.
Die BSC veranstaltet jährliche Fachkonferenzen und vergibt regelmäßig Preise und Auszeichnungen, darunter den Criminology Book Prize und den National Award for Excellence in Teaching Criminology and Criminal Justice. Die offizielle BSC-Zeitschrift ist das Journal Criminology and Criminal Justice (CCJ), zudem gibt die BSC das British Journal of Criminology (BJC) heraus.

## BSC-Präsidentschaften seit 1986
- Roger Hood (1986–1989)[8]
- David P. Farrington (1990–1993)
- Robert Reiner (1993–1996)
- Philip Bean (1996–1999)
- Keith Bottomley (2000–2003)
- Maureen Cain (2003–2005)
- Tim Newburn (2005–2008)
- Mike Hough (2008–2011)
- Loraine Gelsthorpe (2011–2015)
- Peter Squires (2015–2019)
- Sandra Walklate (2019–2023)
- Pamela Davies (seit 2023).